# Адам Сінклер
Адам Сінклер (29 лютого 1984) — індійський хокеїст на траві.
Учасник Олімпійських Ігор 2004 року.